# Lac Camatose
Lac Camatose är en sjö i Kanada.   Den ligger i regionen Outaouais och provinsen Québec, i den sydöstra delen av landet, 230 km norr om huvudstaden Ottawa. Lac Camatose ligger 354 meter över havet. Arean är 14,9 kvadratkilometer. Den sträcker sig 9,6 kilometer i nord-sydlig riktning, och 7,2 kilometer i öst-västlig riktning.
I omgivningarna runt Lac Camatose växer i huvudsak blandskog. Trakten runt Lac Camatose är nära nog obefolkad, med mindre än två invånare per kvadratkilometer.